# Dendrocerus ornatus
Dendrocerus ornatus är en stekelart som först beskrevs av Alan Parkhurst Dodd 1914.  Dendrocerus ornatus ingår i släktet Dendrocerus och familjen trefåresteklar. Inga underarter finns listade i Catalogue of Life.